# Gustaf Cederschiöld
Johan Gustaf Christoffer Cederschiöld (* 25. Juni 1849 in Stockholm; † 5. Mai 1928 in Lund) war ein schwedischer Sprachwissenschaftler und Wörterbuchredakteur.

## Leben
Der Sohn des Beamten Gustaf Cederschiöld und seiner Frau Wilhelmina, geb. Borg, heiratete 1880 eine entfernte Verwandte, Lovisa (Lova) Widegren (geb. 1860 in Västerstad, Malmöhus län). Das Paar hatte zwei Kinder, die das Erwachsenenalter erreichten: Gustaf Wilhelm (geb. 1882 in Lund, verst. 1959 in Örgryte, Sprachwissenschaftler und Gymnasiallehrer) und Mathias Gunnar, (geb. 1887 in Västerstad, verst. 1949 in Jönköping, Maler, Schriftsteller, als Fechter Teilnehmer bei den Olympischen Spielen 1928 in Amsterdam, Geschäftsmann in Paris).
1868 begann Cederschiöld sein Studium der Philologie an der Universität Lund, wo er 1873 das erste Examen (filosofie kandidat) ablegte, 1874 zum Doktor promoviert wurde und von 1875 bis 1883 docent für nordische Sprachen war.
1870 und 1871 unternahm er Studienreisen nach Dänemark und Deutschland, 1877 und 1878 nach Deutschland, England und Frankreich.
1882–90 war er Rektor einer Göteborger Mädchenschule (Göteborgs nya elementärläroverk för flickor); darüber hinaus war er 1885–86 als Studiendirektor an Kjellbergska flickskolan tätig, vor allem für das dortige Lehrerinnenseminar.
1885–88 war er Mitglied eines Kgl. Komitees zur Bewertung des Unterrichts an privaten Mädchenschulen. Wenn er auch die Schultätigkeit vor allem annahm, um seine Familie zu versorgen, wie aus dem Briefwechsel mit Hugo Gering hervorgeht, so begann er in diesem Umfeld zusammen mit Valborg Olander auch Schulbücher zu schreiben. Als Hugo Gering ihm nahelegt, das doch zugunsten wissenschaftlicher Arbeit im Bereich des Altnordischen aufzugeben, widerspricht ihm Cederschiöld und erklärt die Bedeutung dieser pädagogischen Arbeit für größer als die einer neuen Sagaedition (Brief vom 1. Januar 1897).
1889–94 war er erneut docent an der Universität Lund und Mitarbeiter an Svenska Akademiens Ordbok und 1893–1914 schließlich Professor für Nordische Sprachen an der Hochschule Göteborg, dem Vorläufer der heutigen Universität.
Cederschiölds sprachwissenschaftliche Publikation war sehr umfassend, vielseitig und zukunftsweisend; er war tätig im Bereich des Altnordischen (unter anderem Mitherausgeber der Altnordischen Sagabibliothek), im Bereich der Gegenwartssprache (unter anderem zur Sprache der Frauen und zu Wortspielen) sowie zum Schwedischen als Schriftsprache, er tat sich als Herausgeber von Lehrwerken hervor (unter anderem Svensk språklära för folkskolor och allmänna läroverkens lägra klasser) und schrieb zahlreiche Rezensionen für Zeitungen (unter anderem Göteborgs Handels- och Sjöfartstidning).
1885 wurde er in die Kungliga Vetenskaps- och Vitterhetssamhället i Göteborg gewählt, 1904 in Det Norske Videnskabs Selskabet (heute Norwegische Akademie der Wissenschaften) in Oslo. 1910 wurde er Mitglied der ich Dänischen Akademie der Wissenschaften (Videnskabernes Selskab), 1919 der Lundenser Humanistischen Wissenschaftsgesellschaft Humanistiska vetenskapssamfundet und 1911 Ehrenmitglied der Schwedischen Literaturgesellschaft in Finnland sowie 1915 von Hið Islenska Bókmentafjelag. 1902 erhielt er den Königlichen Preis (Kungliga Priset) der Schwedischen Akademie.